# Historis odius
Historis odius är en fjärilsart som beskrevs av Fabricius 1775. Historis odius ingår i släktet Historis och familjen praktfjärilar. Inga underarter finns listade i Catalogue of Life.

## Bildgalleri

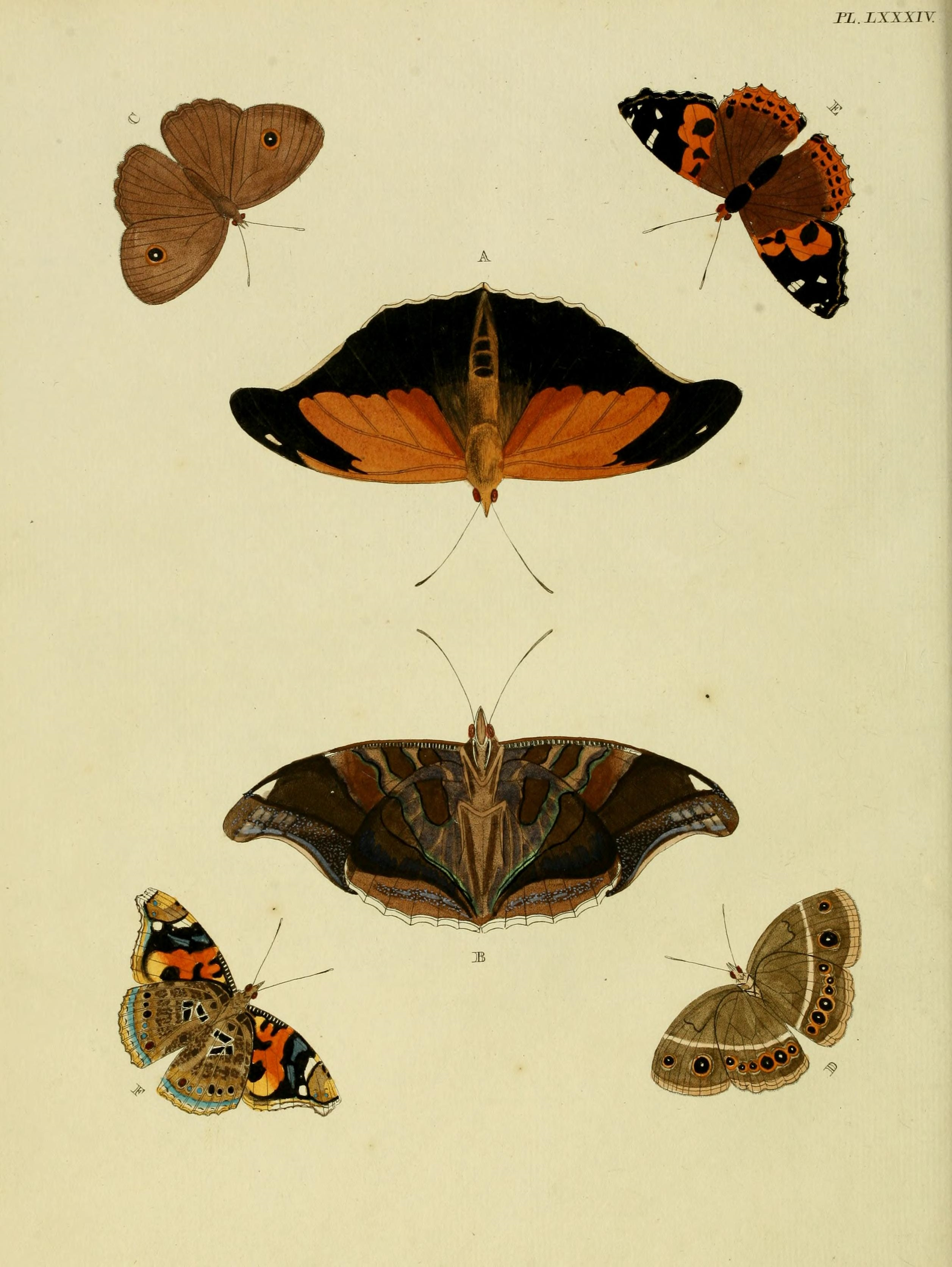
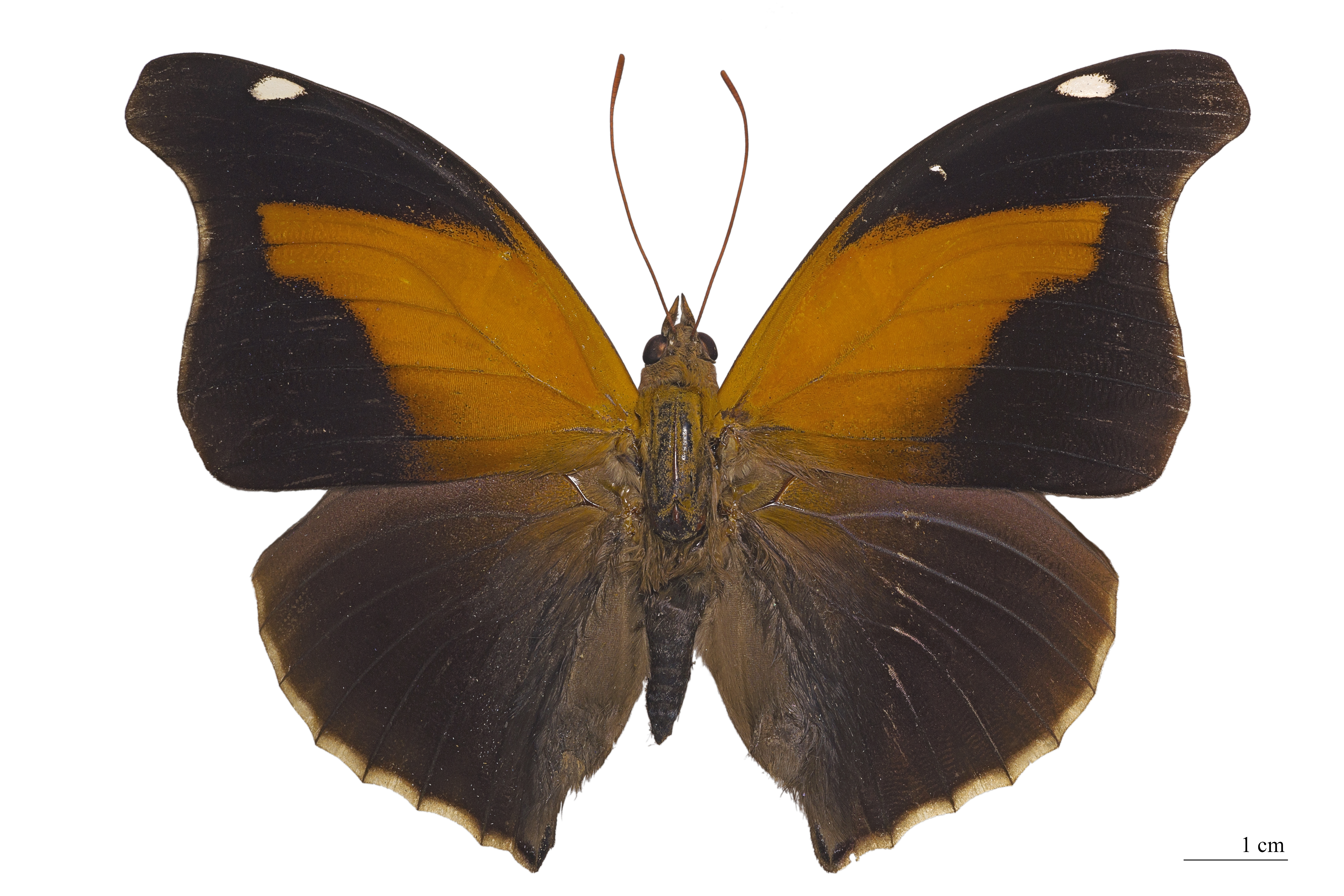
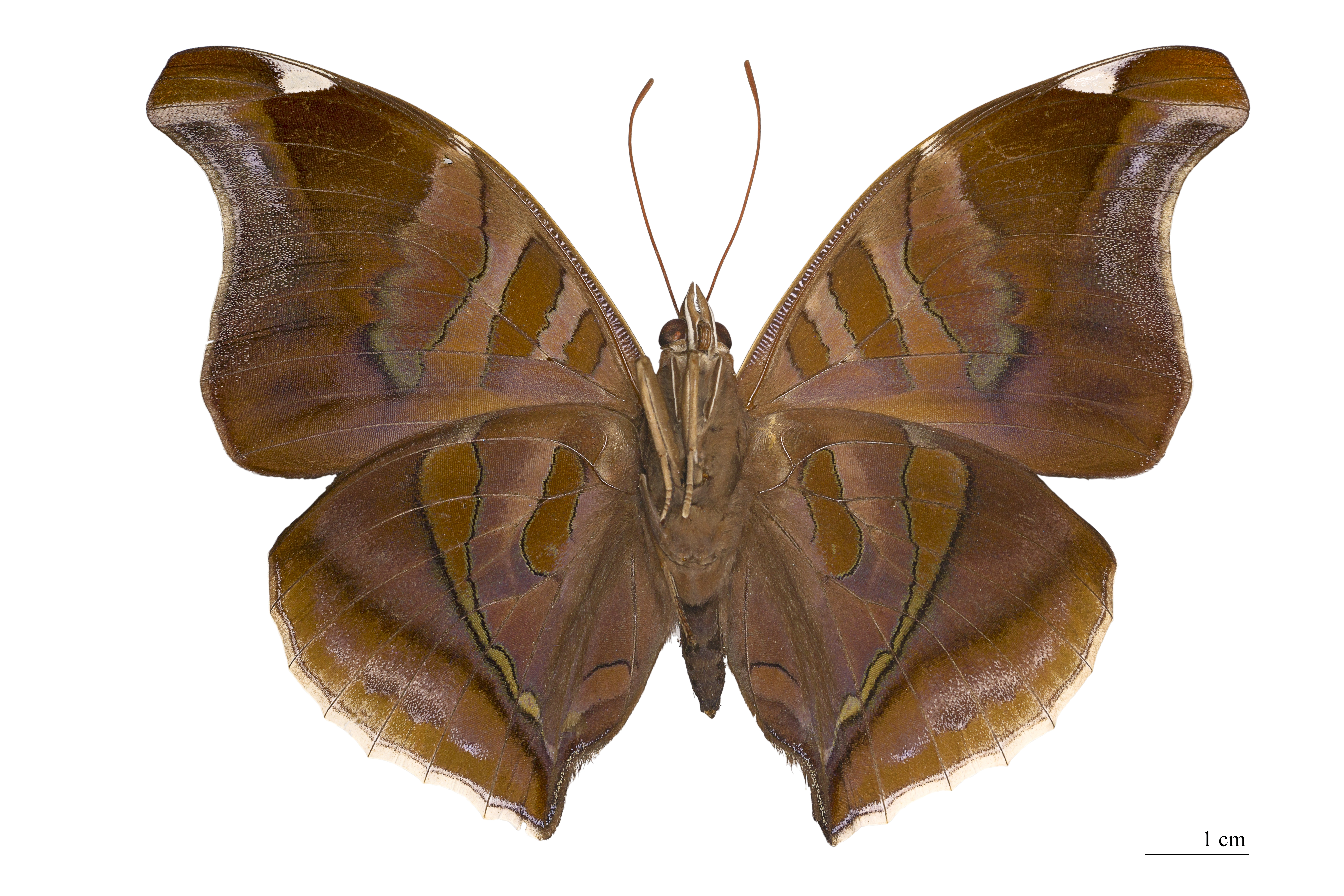
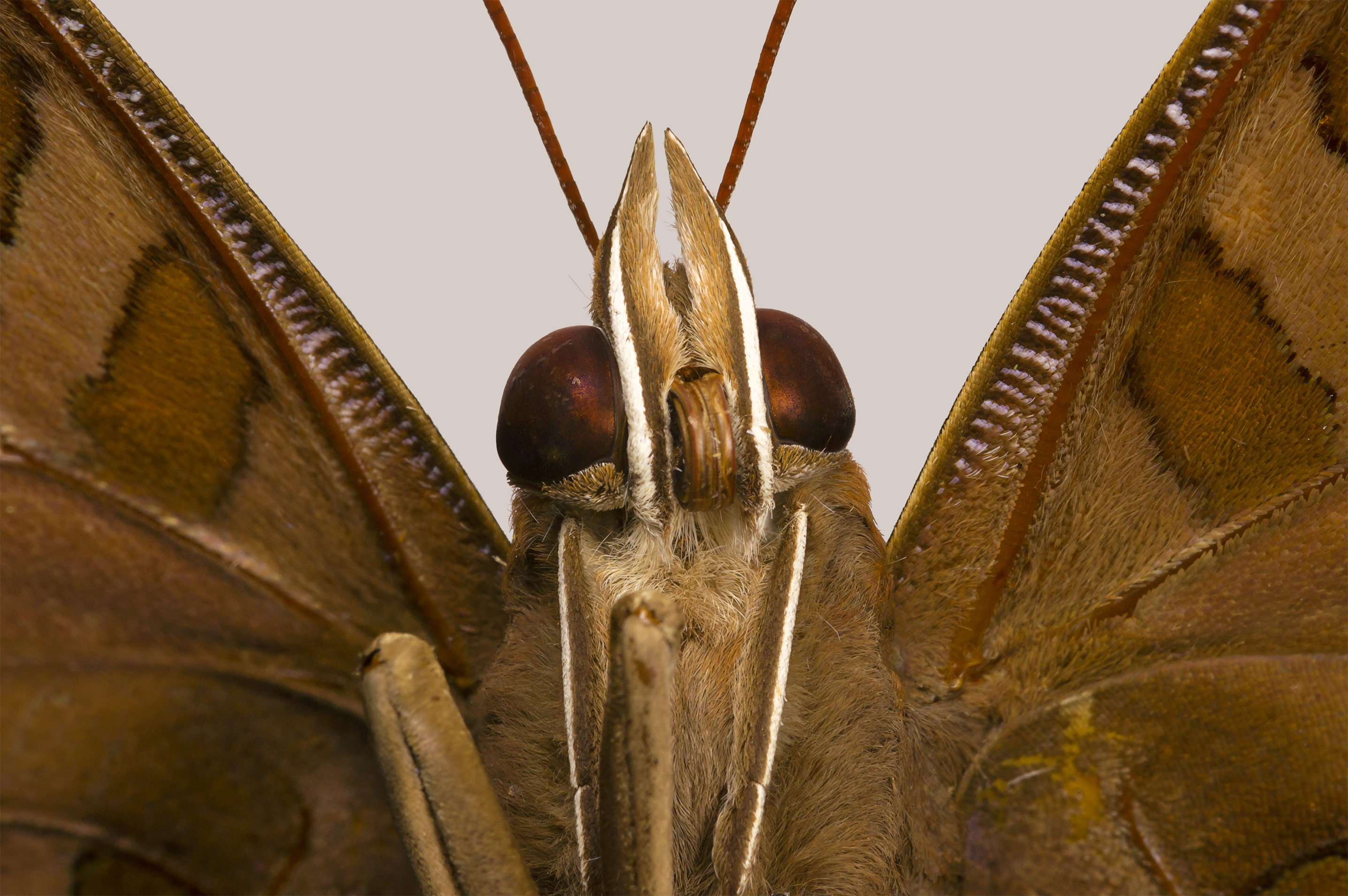
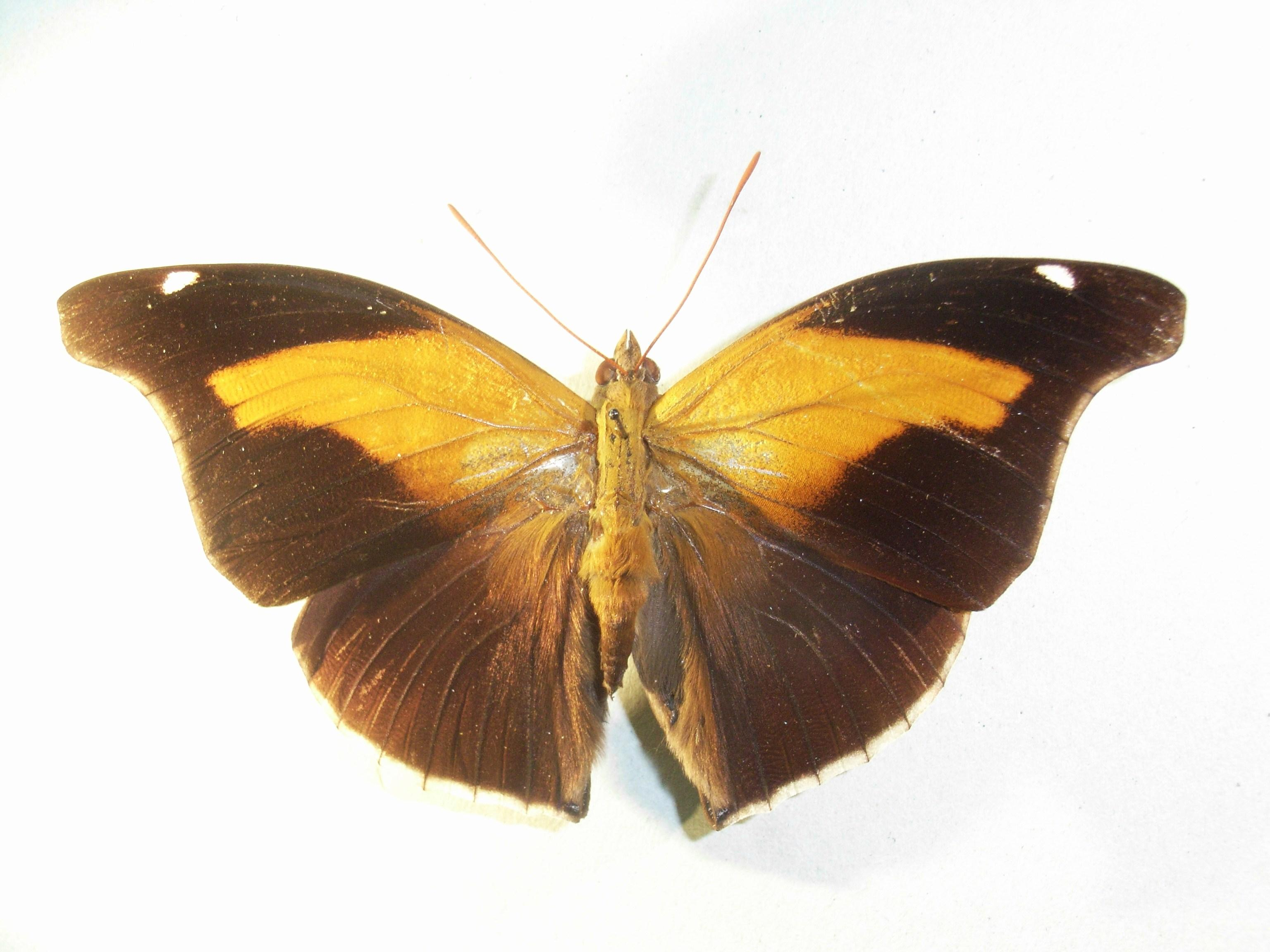